# Partidul Național Liberal (Moldavien)
Partidul Național Liberal (Nationalliberala partiet) var ett politiskt parti i Moldavien.
2001 gick partiet ihop med Socialpolitiska rörelsen För ordning och rättvisa och bildade Socialliberala unionen Moldavisk kraft.